# 파벨 두로프 체포 사건

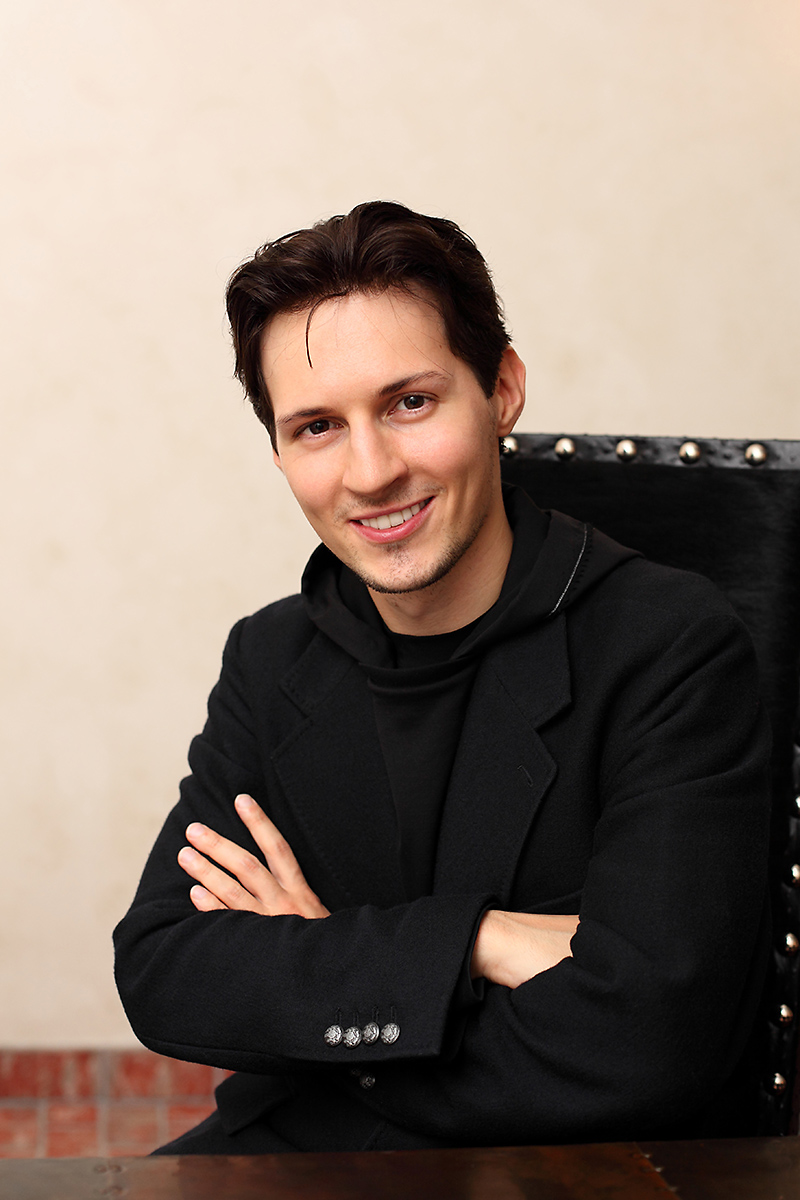
텔레그램의 창립자인 러시아 출생의 프랑스, 아랍에미리트 두바이의 기업인 파벨 발레리예비치 두로프. 2024년 8월 24일, 프랑스에서 텔레그램 관리 부실로 인한 테러 동조 혐의로 체포되었다.

파벨 두로프 체포 사건은 2024년 8월 24일 프랑스 파리의 르 부르제 공항 세관에서 프랑스 공무원들에 의해 메신저 앱 텔레그램과 러시아의 소셜 네트워크 VK의 창립자인, 러시아 출생의 프랑스, 아랍에미리트 두바이의 억만장자 기업인 파벨 두로프가 체포된 사건이다.
프랑스 사법 경찰은 파벨 두로프에게 텔레그램에서 이루어진 범죄에 대한 방조에 대한 혐의를 물어 체포 영장을 발부했다.

## 배경
파벨 두로프는 러시아 태생의 프랑스, 아랍에미리트 두바이의 기업인으로, 음성 및 화상 통화에서 단대단 암호화를 제공하는 텔레그램의 공동 창립자이자 최고경영자(CEO)이다.
텔레그램은 가짜 뉴스, 극단주의자들의 게시물, 테러, 마약 거래와 같은 '문제가 될 법한 콘텐츠'에 대해 유한 입장을 취했다. 이는 과거부터 현재까지 수 차례 비판을 받았고 몇몇 국가에서는 텔레그램이 접속 차단되기도 했다.
2018년, 러시아는 텔레그램이 러시아 보안 서비스(Russian security services)와의 협력을 거부하자  "테러와 극단주의에 동조한다"는 이유로 텔레그램을 차단하려고 시도했다. 텔레그램은 도메인 프론팅을 이용해 차단을 회피했으며, 2년간 차단 시도가 이어진 후 2020년에 차단 명령이 취소되었다.
텔레그램은 개인 커뮤니케이션 수단과 온라인 커뮤니티가 혼합된 특징을 가진다. 텔레그램에서는 폭력적인 내용, 불법 포르노 및 사기만 금지된 수준의 최소한의 규제를 가지고 있기에 많은 조직 및 대규모 그룹이 회원 모집 및 의제 확산을 위해 텔레그램을 이용했다. 텔레그램은 벨라루스, 러시아, 홍콩, 이란에서의 민주주의 시위, 독재 정권에서의 국가 선전, 폭력적 극단주의 확산, 정부 기관과 민간 기업이 제공하는 서비스의 디지털화와 연관되어 있다.
텔레그램은 유로폴과 협력하여 IS 이용자가 텔레그램을 이용하지 못하도록 차단, 아동 학대 및 테러리스트 채널과 같은 불법 콘텐츠를 차단하기 위해 상당한 노력을 기울였지만 극좌, 극우, 반(反)백신 운동가, 반(反)파시즘 운동가 등 극단주의 이용자들은 여전히 텔레그램을 이용하고 있다. 파벨 두로프가 "극단주의 게시물이 관리자에 의해 삭제될 때마다 극단주의는 더욱 강화된다"고 말했을 정도로 텔레그램은 가짜뉴스에 대해 유한 입장을 취했다.

## 체포
2024년 8월 24일 20시경 파리에서 파벨 두로프는 체포되었다. 아제르바이잔을 출발한 파벨 두로프의 전용기는 프랑스 파리 르부르제 공항에 도착했고, 전용기에서 내릴 때 프랑스 항공 헌병대에 의해 체포되었다. 언론에 따르면, 파벨 두로프는 프랑스에서 체포될 수 있다는 사실을 알고 있었지만 파벨 두로프는 프랑스로 향했다. 파벨 두로프는 체포 당시 여성 한 명과 경호원과 함께 있었다. 언론에 따르면 파벨 두로프는 프랑스 현상수배자 명단에 있었으며, 텔레그램에서 이루어진 범죄와 관련해 텔레그램의 협조를 얻는 데 실패하여 영장이 발부되었고 체포가 이루어졌다. 현재 파벨 두로프는 구금된 상태이며, 프랑스 국적을 가지고 있어 프랑스 국민으로서 재판을 받게 될 것이다.
프랑스 당국은 텔레그램이 관리의 부족, 가상 번호 및 암호화폐 사용으로 인해 사기꾼과 기타 범죄 활동의 온상이 되었다고 주장한다. 2024년 8월 25일 현재 파벨 두로프는 마약 밀매, 아동 성범죄, 자금 세탁, 도피, 사기 등 심각한 범죄에 대한 공모 및 과실 혐의를 받고 있다. 파벨 두로프는 프랑스에서 페르소나 논 그라타로 지정되었으며 곧 프랑스 국민으로서 법정에 설 것이다. 파벨 두로프는 최대 20년의 징역형을 선고받을 수 있다. 텔레그램에서 이루어진 범죄는 텔레그램의 암호화 기술로 인해 추적이 상당히 복잡해졌는데, 이는 유럽연합 당국이 파벨 두로프의 공모 혐의를 강화시킨 주요 요인이다.
파벨 두로프는 이전에 잠재적인 사법 리스크 때문에 유럽 여행을 피했고 대신 아랍에미리트와 남미로 여행을 다녔다.

## 반응
TF1/LCI 수사관인 아넷 아브라모바(Anett Abramova)는 체포에 관해 작성한 문건에서 "파벨 두로프는 확실히 재판 전 구치소에 보내질 것"이라고 작성했다.
파벨 두로프의 체포 및 구금 이후, 로버트 F. 케네디 주니어는 X에서 "표현의 자유를 보호해야 할 필요성이 이보다 더 시급한 적은 없었다"고 말했다. 일론 머스크는 "유럽에서 2030년이 되고, 당신이 밈을 좋아했다는 이유로 처형당하고 있다(It's 2030 in Europe and you’re being executed for liking a meme.)."며 "#freepavel" 해시태그를 남겼다.
미국 정치 평론가 터커 칼슨은 X에서 '이 사건은 현대 사회에서 언론의 자유가 위협을 받고 있음을 보여주는 사례'라며 '파벨 두로프가 정부와 정보 기관을 위해 정보를 검열하지 않겠다고 주장해 왔고 정부로부터 독립적인 플랫폼을 제한하려는 시도"라고 주장했다.

### 러시아의 반응
많은 러시아 및 친러시아 인사들은 파벨 두로프의 체포를 강력히 비판했다. 친러시아 블로거 몇몇은 파벨 두로프에 연대하며 프랑스와 유럽 연합 정부에 반대하는 공개 시위와 집회를 촉구했다.
러시아 국제기구 대표 미하일 울리야노프(Mikhail Ulyanov)와 다른 여러 러시아 정치인들은 즉각적으로 프랑스가 독재국가처럼 행동하고 있다고 말했다. 울리야노프는 자신의 X에 "일부 순진한 사람들은 국제 정보 공간(international information space)에서 주요한 역할을 맡는다면 전체주의적인 사회로 나아가는 국가를 방문하는 것이 안전하지 않다는 사실을 여전히 이해하지 못하고 있다"고 말했다. 이러한 발언은 로이터 기자들이 2018년 러시아 정부가 텔레그램 금지를 시도했을 때 했던 비판과 매우 유사하다고 말했다.
러시아 외무부는 주프랑스러시아대사관이 두로프 체포의 경위를 밝히기 위한 조치를 취했다고 밝혔다.

## 같이 보기
- 텔레그램
- 줄리안 어산지
- 에드워드 스노든
- 세계적 감시망의 폭로 (2013년~현재)